# كيدزانيا
كيدزانيا هي سلسلة من مراكز الترفيه العائلي، المكسيكية الأصل والمنشأ، والمملوكة من قبل القطاع الخاص، تعمل حاليا في 18 موقعا في جميع أنحاء العالم، مما يتيح تعليم الأطفال للعمل في وظائف الكبار وكسب العملات زار كيدزانيا أكثر من 31 مليون زائر منذ افتتاحها، مما يجعلها واحدة من أسرع العلامات التجارية نموا في العالم، في المجال التعليمي والترفيهي.

## أهداف كيدزانيا
تعد كيدزانيا مركزا ترفيهيا يقوم بتوفير بيئة تعليمية واقعية آمنة وفريدة تسمح للأطفال التي تتراوح أعمارهم ما بين 4 إلى 14 عام أن يفعلوا ما يتوارد إلى ذهنهم بالفطرة تمثيل أدوار حياتية من خلال محاكاة الأنشطة المعتادة للبالغين كما هو الحال في العالم الواقعي، يقوم الأطفال بتأدية أعمال مهنية التي تعجبهم أو التي يطمحون في أن يعملوها في المستقبل ويتم الدفع مقابل عملهم كرجل إطفاء حريق، طبيب، ضابط شرطة، صحفي، تاجر.

## طريقة عمل كيدزانيا

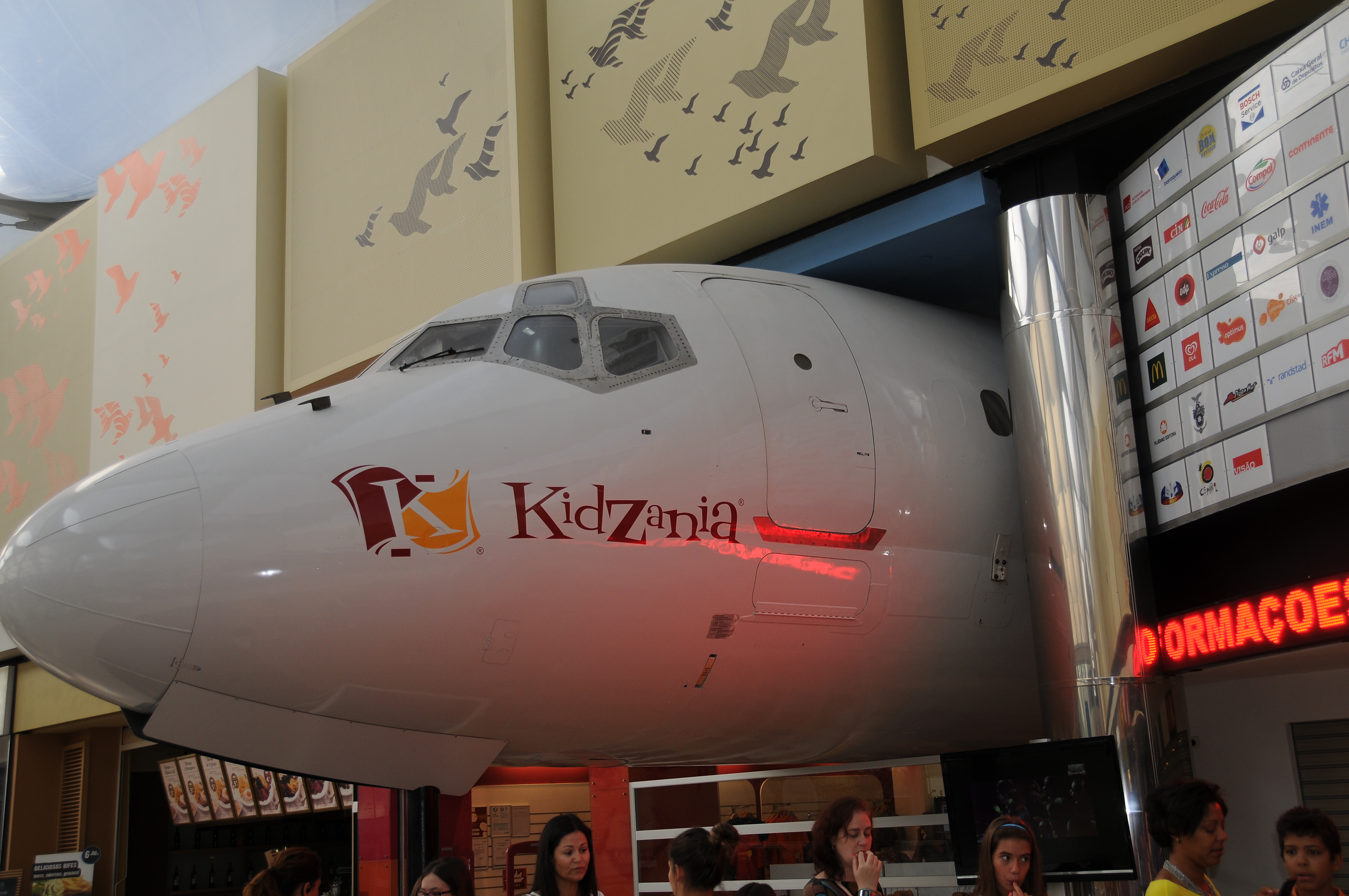

تعد كيدزانيا مدينة متكاملة للأطفال حيث تحتوي على المباني والشوارع، والمحال وأنظمة الانتقال التي تستوعب 60 نشاط ووظيفة. هذا وتضم كيدزانيا أكثر المباني شهرة في أي مدينة، هذا بالإضافة إلى اقتصادها المميز المعتمد على الكيدزوس وهو عملة متعاقد عليها في كيدزانيا أي يمكن لأي طفل استخدامها في شراء أي شيء يريده بمجرد وصول الطفل إلى كيدزانيا، يتسلم شيك بقيمة 50 كيدزوس يتم صرفه حينها في بنك كيدزانيا ليتمكن الأطفال من شراء منتجات وخدمات كيدزانيا هذا وتستضيف المدينة عدد من المرافق المهنية مثل محطة الإذاعة، والمستشفى، وأجهزة محاكاة الطيران، وخدمات البريد السريع التي «يعمل» الأطفال بها، ويحصلون على راتبهم بعملة الكيدزوس بعد انتهاء النشاط
- برنامج كيدزانيا:

لا يوجد في كيدزانيا برنامج محدد يحدد كل طفل يختار البرنامج المناسب له تبعا لنشاطاته المفضلة. وتتراوح مدة النشاط الواحد من 5 إلى 45 دقيقة لكل طفل

## مبتكر مدينة ألأطفال الطموحين
هو المكسيكي خافيير لوبيز، في سن يناهز خمسون سنة كان يحب عمله كمدير في إحدى الشركات التي تقدم الاستشارات ولأنه طموح كما يقول تشارك مع صديقه في إنشاء حضانات للأطفال متميزة بأنها تسمح لهم بلعب أدوار كما في الواقع ثم طمح لوبيز بتحويلها إلى مدينة أطفال طموحين، كيدزانيا افتتح أول مدينة في سنتافي بالمكسيك عام 1999 لأن عدد ألأطفال فيها كثير جدا.

## فروع كيدزانيا
إنتشرت فكرة مدينة ألأطفال الطموحين في العالم بأسماء مختلف إلا أن فكرتها واحدة وهي التعلم المتعة والمشاركة
واليوم لهذه المدينة فروع في أكتر من 16 مدينة في أكتر من 13 بلد.
- كيدزانيا مكسيكو سيتي، وافتتح في سبتمبر 1999 كما لا سيوداد دي لوس نينوس، تغيير علامتها التجارية كيدزانيا لا سيوداد دي لوس نينوس
- كيدزانيا مونتيري، افتتح مايو 2006
- كيدزانيا طوكيو، افتتح في أكتوبر 2006 (امتياز)
- كيدزانيا جاكرتا، افتتح في نوفمبر 2007 (امتياز)
- كيدزانيا Koshien، افتتح مارس 2009 (امتياز)
- كيدزانيا لشبونة، افتتح يونيو 2009 (امتياز)
- كيدزانيا دبي، افتتح يناير 2010 (امتياز)
- كيدزانيا سيول، افتتح فبراير 2010 (امتياز)
- كيدزانيا كوالالمبور، افتتح فبراير 2012 (امتياز)
- كيدزانيا سانتياغو، افتتح مايو 2012 (امتياز)
- كيدزانيا Cuicuilco في مكسيكو سيتي، افتتح يونيو 2012
- كيدزانيا بانكوك، افتتح مارس 2013 (امتياز)
- كيدزانيا مومباي، افتتح أبريل 2013 (امتياز)
- كيدزانيا الكويت، افتتح يونيو 2013 (امتياز)
- كيدزانيا القاهرة، افتتح سبتمبر 2013 (امتياز)
- كيدزانيا تركيا، إسطنبول، افتتح فبراير 2014 (امتياز)
- كيدزانيا جدة ، افتتح يناير 2015 (امتياز)
- كيدزانيا ساو باولو، افتتح يناير 2015 (امتياز)
- كيدزانيا لندن، افتتح يونيو 2015 (امتياز)
- كيدزانيا مانيلا، افتتح أغسطس 2015 (امتياز)
- كيدزانيا سنغافورة، وافتتح في 12 أبريل 2016 (امتياز)
- كيدزانيا موسكو، وافتتح في 28 من يناير 2016 في أكبر مركز للتسوق في أوروبا - Aviapark (امتياز)
- كيدزانيا الدوحة، قطر، تم افتتاحه في 2015
- كيدزانيا بوسان تم افتتاحه في شهر أبريل من عام 2016. هذا هو كيدزانيا الثانية في كوريا الجنوبية وكوريا الجنوبية و.
- كيدزانيا دلهي، الهند، وافتتح في 2016
- كيدزانيا أويتا، وافتتح في 2016
- كيدزانيا الوسطى هوكوريكو، وافتتح في2016
- كيدزانيا الشرقية هوكوريكو، وافتتح في 2016
- كيدزانيا الغربية هوكوريكو، وافتتح في2016
- كيدزانيا باريس ، وافتتح في2016
- كيدزانيا كاجوشيما ، وافتتح في 2016
- كيدزانيا روما ، ومن المقرر افتتاحه في 2016
- كيدزانيا بيبو ، وافتتح في 2016
- كيدزانيا بينساكولا ، وافتتح في2016
- كيدزانيا ماتسوياما ، ومن المقرر افتتاحه في 2017
- كيدزانيا أوكازاكي ، ومن المقرر افتتاحه في 2017
- كيدزانيا باتزكوارو، ومن المقرر افتتاحه في 2018
- كيدزانيا تشيريو، ومن المقرر افتتاحه في 2018[4]

## معرض صور

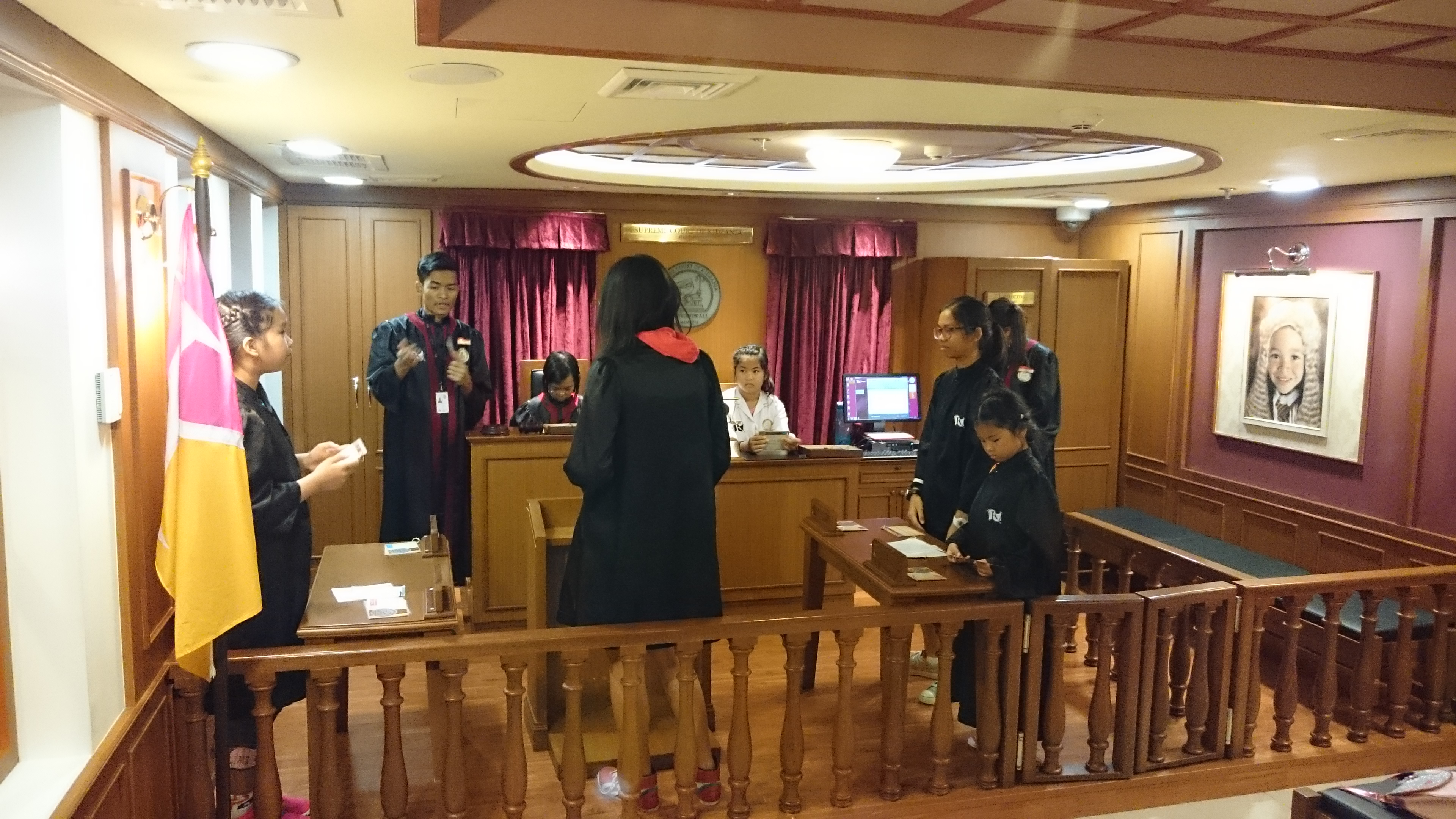
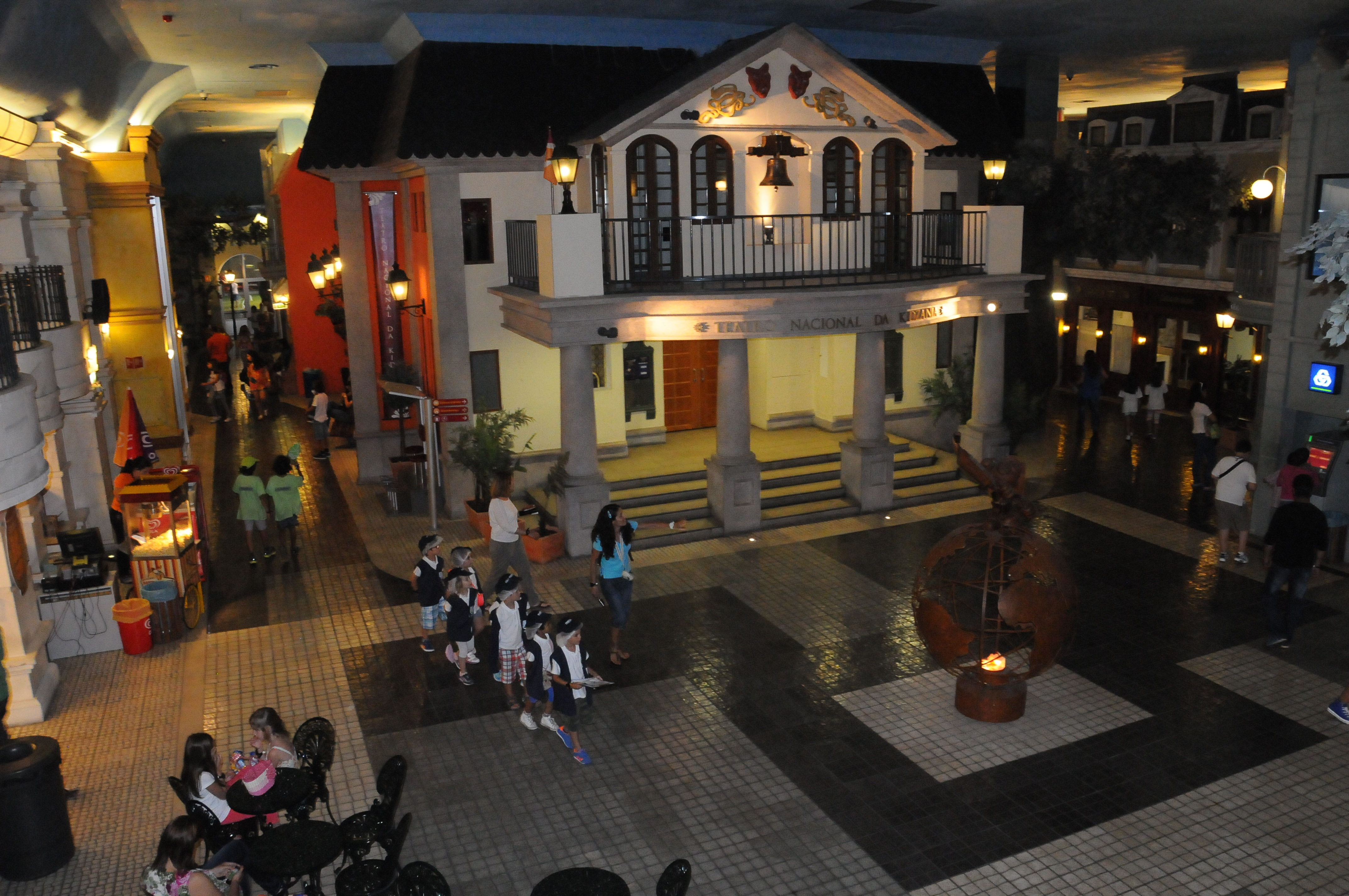
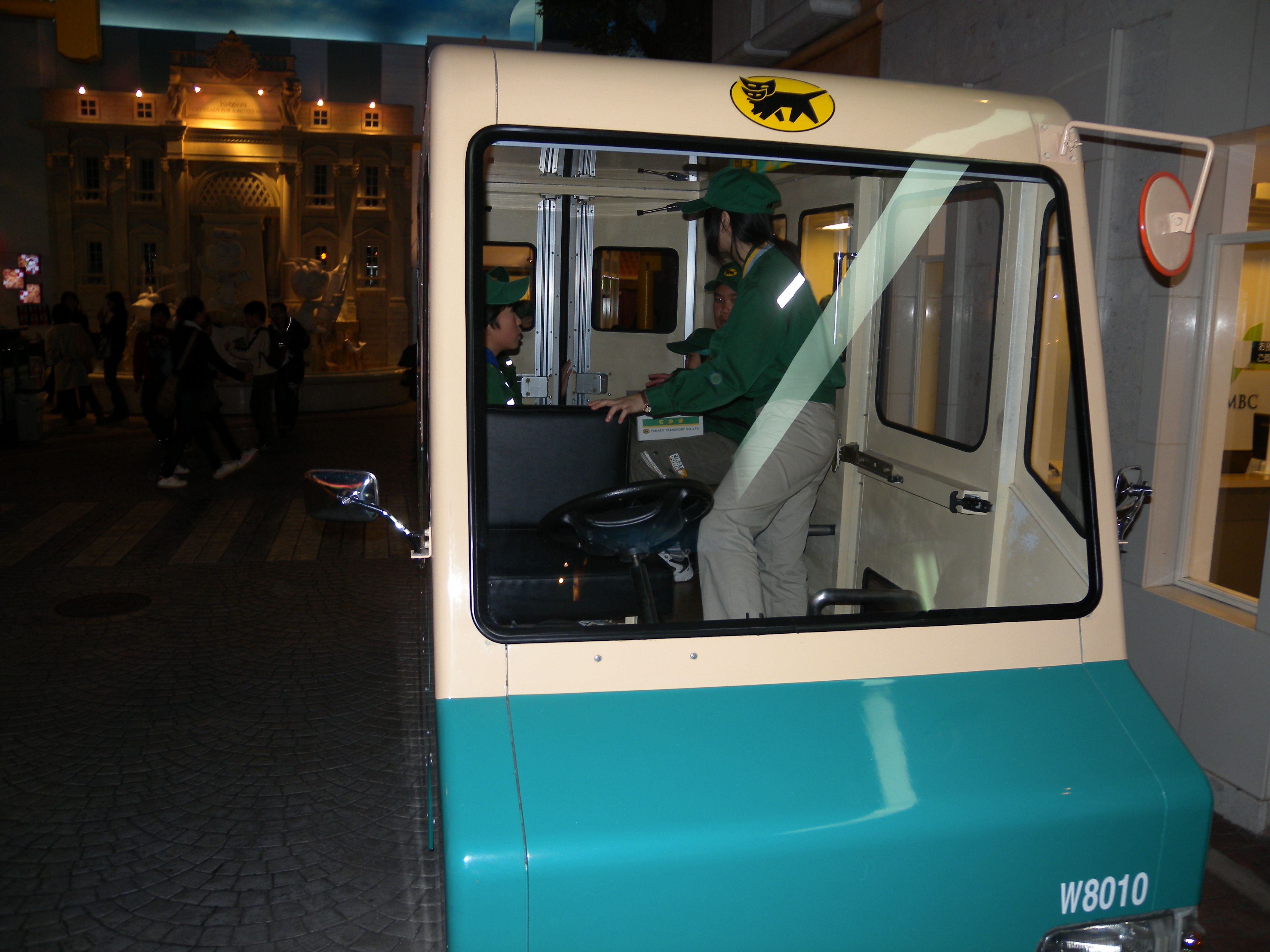
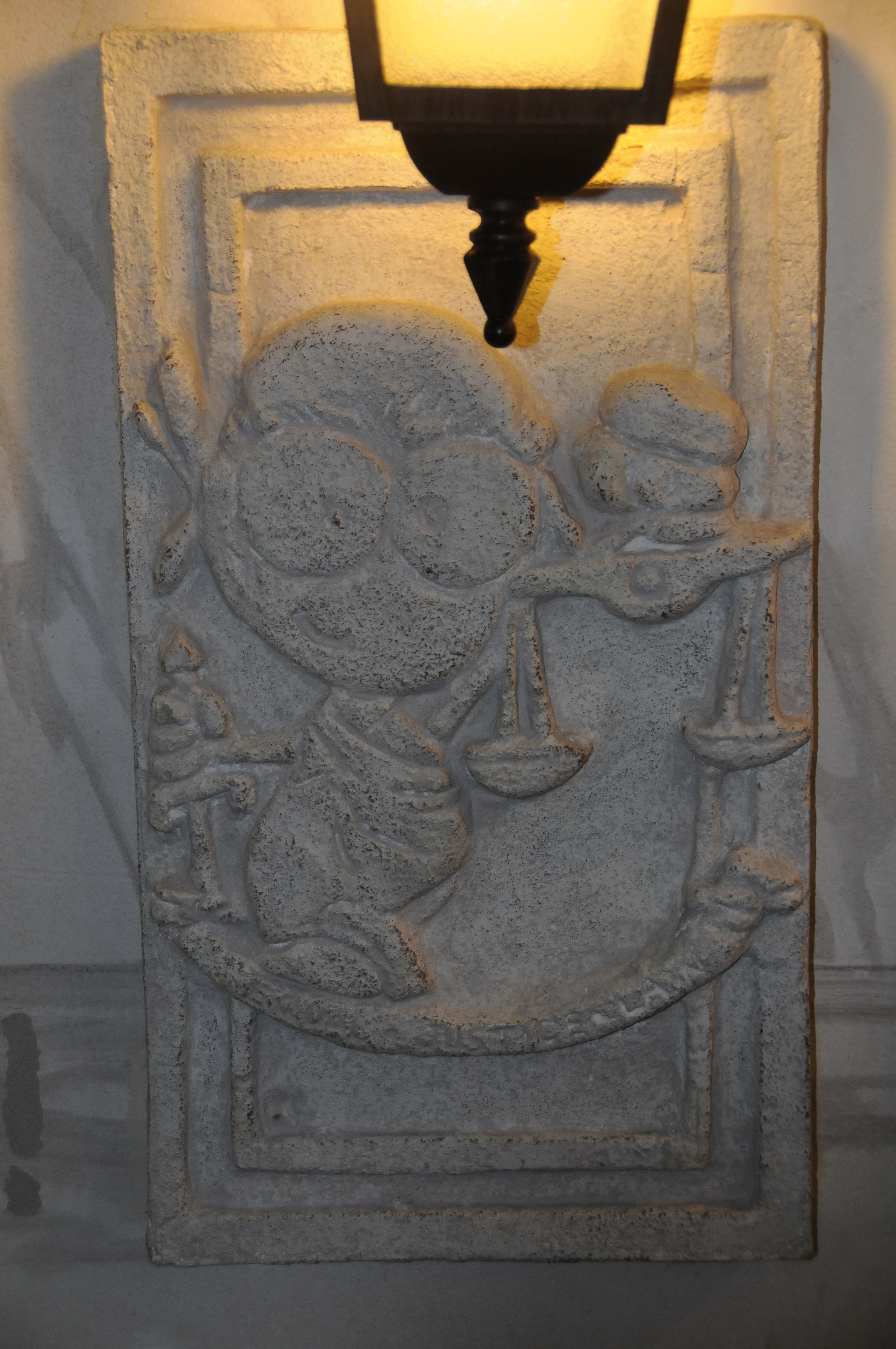